# Vozovna Vokovice

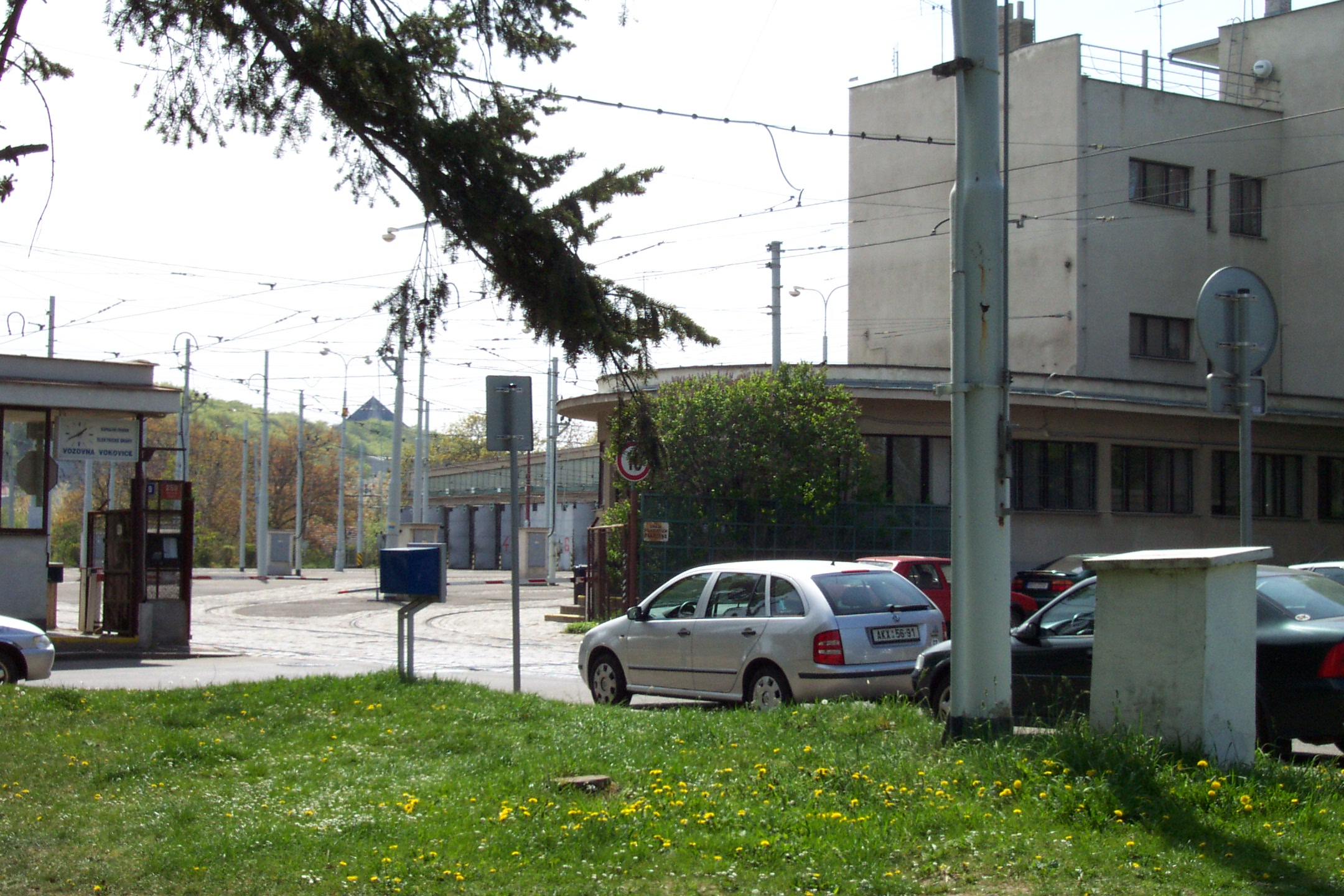
Vjezd do vozovny

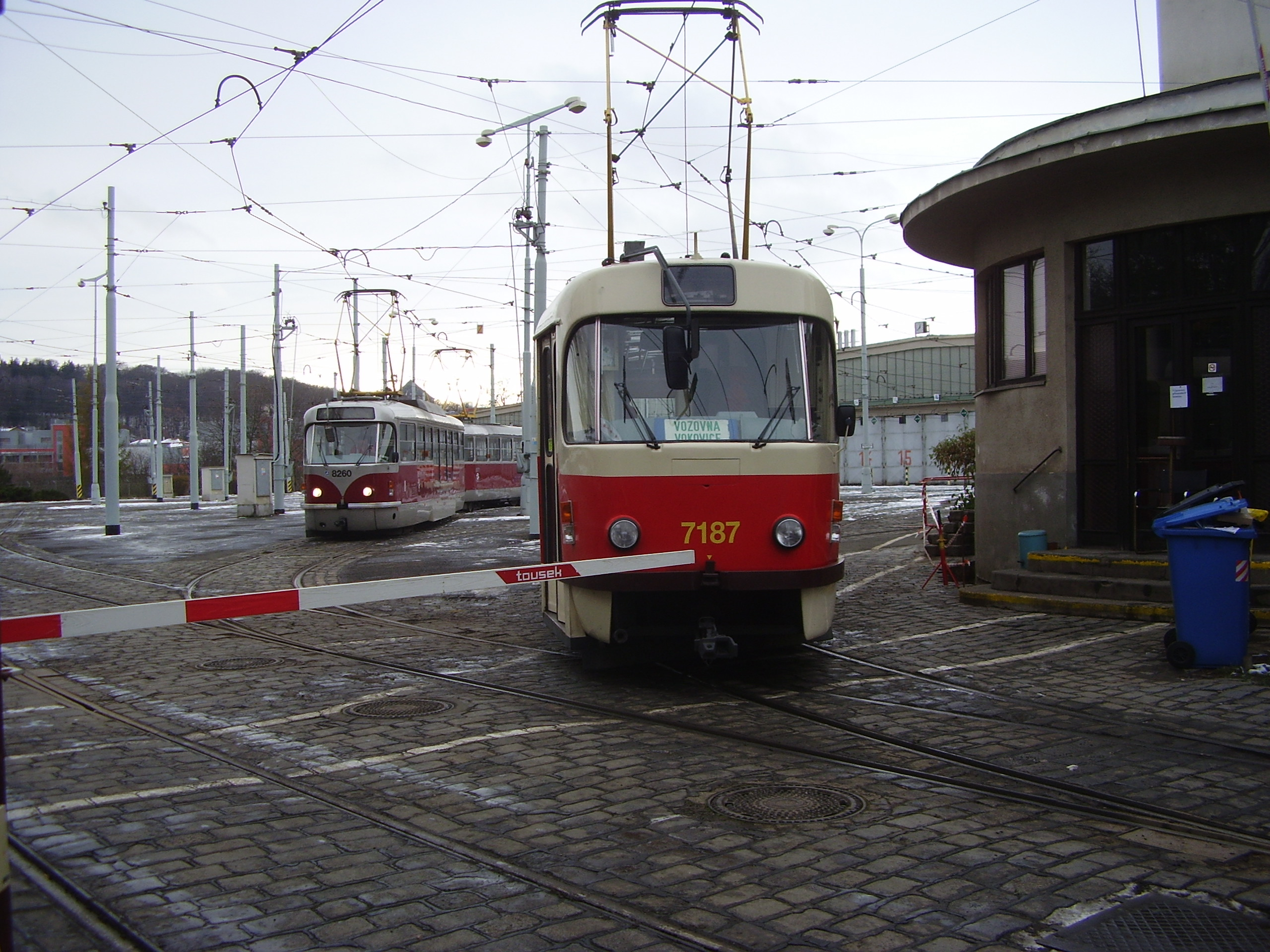
Pohled do vozovny s vozem Tatra T3SUCS

Vozovna Vokovice je jedna z osmi dnes funkčních tramvajových vozoven provozovaných Dopravním podnikem hlavního města Prahy, a. s. Nachází se ve čtvrti Veleslavín u hranice s Libocí, západně od Vokovic naproti Vokovickému hřbitovu.

## Historie a dnešní využití
Vokovická vozovna se nachází v severozápadní části města. Pozemek byl koupen v roce 1929 a byla zahájena výstavba. Otevřena byla 1. května roku 1933. 
Vozovna je obousměrně napojena úplným kolejovým trojúhelníkem do trati z Dejvic do Divoké Šárky a na Dědinu. Odstavnou halu tvoří pět lodí po šesti kolejích; celkem je tedy ve vozovně 30 odstavných kolejí, což je v celé Praze nejvíce, ale protože koleje jsou poměrně krátké, nepřekonala deponovací kapacitou vozovnu Pankrác. Vozovna do podzimu 2015 neměla objízdnou kolej ani jinou možnost obracení vozů a vozy musely při zatahování (po projetí kolejového trojúhelníka za sjezdové výhybky) couvat z Evropské třídy.
Až do výstavby Ústředních dílen v Hostivaři se zde nacházela lakovna, v 70. a 80. letech se konaly velké přestavby kolejové harfy. V této době zde byly deponovány také historické vozy, které jsou dnes umístěny v Muzeu MHD ve Střešovické vozovně.
Od poloviny roku 2013 probíhala rekonstrukce samotného depa a především pracovních jam a kolejí. Na konci listopadu téhož roku byla vozovna opět otevřena a vozový park přijal novou vlajkovou tramvaj Škoda 15T. Byla vytvořena objízdná kolej, z velké části procházející vnitřkem haly, čímž byla snížena deponovací kapacita o dvě koleje.
V současnosti (březen 2025) je z vozovny vypravováno 64 vozů Škoda 15T, 16 vozů Tatra T3R.P, 17 vozů Tatra T3R.PLF, jeden pracovní vůz Tatra T3M a podvozkový sněžný pluh Pragoimex PSP 01.